# José Aveiro
José Raúl Aveiro Lamas ( Asunción, 18 de julio de 1936-19 de octubre de 2024) fue un futbolista paraguayo. Jugaba de delantero y su primer club fue el Sportivo Luqueño.

## Carrera
Comenzó su carrera en 1958 jugando para Sportivo Luqueño. En 1959 se fue a España para formar parte de las filas del Valencia CF. Jugó para ese equipo hasta 1961. En 1963 se pasó a las filas del Elche CF. Jugó para ese equipo hasta 1964. En la 1964-1965 militó en el Ontinyent CF en Segunda División y en la 1965-1966 en el CD Constancia, también en 2ª.

## Selección nacional
Ha sido internacional con la Selección de fútbol de Paraguay entre 1957 y 1959.

## Clubes
| Club             | País     | Año       |
| ---------------- | -------- | --------- |
| Sportivo Luqueño | Paraguay | 1958      |
| Valencia CF      | España   | 1959-1961 |
| Elche CF         | España   | 1963-1964 |
| Ontinyent CF     | España   | 1964-1965 |
| CD Constancia    | España   | 1965-1966 |